# Vierkirchen (Sasko)
Vierkirchen je obec v Horní Lužici v německé spolkové zemi Sasko. Nachází se v zemském okrese Zhořelec a má přibližně 1 600 obyvatel. Leží zhruba 15 kilometrů východně od Budyšína a zhruba 10 kilometrů severozápadně od Reichenbachu. Přímo katastrem obce vede dálnice A4.

## Části obce
Obec Vierkirchen (v překladu "Čtyřkostelí") vznikla na základě správní reformy 1. ledna 1994 sloučením obcí Arnsdorf-Hilbersdorf, Buchholz a Melaune. Jednotlivé části obce Vierkirchen jsou Arnsdorf, Buchholz (hornolužickosrbsky Kšišow), Döbschütz (hornolužickosrbsky Debšk), Heideberg, Hilbersdorf, Melaune, Prachenau, Rotkretscham, Tetta a Wasserkretscham. Čtyři kostely z uvedených sídel jsou vyobrazeny ve znaku nově vytvořené obce Vierkirchen.

## Historie
První historická zmínka je v dokumentech kláštera Marienthal (Mariino údolí) v roce 1237 o dnešní části Melaune pod jménem Melöaune (jméno zřejmě slovanského původu z kořene mír).
V okolí Arnsdorfu se dlouhodobě těží žula. Žula z oblasti Vierkirchenu byla použita například při stavbě Olympijského stadionu v Berlíně z roku 1936, Kongresové haly v Norimberku nebo moskevského sídla Rady vzájemné hospodářské pomoci.

## Partnerské obce
- Jeżów Sudecki, Dolnoslezské vojvodství[4]